# Индийско-южноафриканские отношения
Индийско-южноафриканские отношения — двусторонние дипломатические отношения между Индией и Южно-Африканской Республикой (ЮАР). Между странами установились тесные стратегические, культурные и экономические связи; они являются бывшими британскими колониями и полноправными государствами-членами Содружества наций в качестве республик.
Индия и ЮАР также поддерживают масштабное энергетическое партнёрство. В 2010 году Индия импортировала 1,4 миллиона тонн южноафриканского угля, что сделало её крупнейшим покупателем угля из этой страны. Связи между ними ещё сильнее укрепились с принятием ЮАР в группу БРИКС в 2011 году.

## Предыстория
В ЮАР проживает крупная индийская община. Мохандас Карамчанд Ганди (более известный как Махатма Ганди) начал свою политико-юридическую карьеру в ЮАР, экспериментируя с акциями гражданского неповиновения в 1890-х и 1900-х годах, чтобы улучшить качество жизни живущих там индейцев. Ему был открыт памятник в Питермарицбурге Суравом Гангули, капитаном национальной сборной Индии по крикету во время чемпионата мира по крикету 2003 года.
Индийцы также внесли свой вклад в борьбу Африканского национального конгресса (АНК) против режима апартеида. Индийское правительство открыто критиковало власти ЮАР эпохи апартеида, отказываясь поддерживать дипломатические отношения. Поддержка Индии вызвала положительную реакцию среди чернокожего населения ЮАР и других африканских стран.
Министр по делам населённых пунктов ЮАР Линдиве Сисулу во время визита в Дели заявила, что «Индия — наш ближайший союзник на азиатском континенте», также добавила: «Цель этого визита — жест со стороны правительства ЮАР, чтобы поблагодарить своего индийского партнёра за всю помощь и поддержку, которую он оказал в нашей борьбе за освобождение».

## Политические отношения
В 1946 году Республика Индия стала первой страной разорвавшей дипломатические отношения с ЮАР в знак протеста против политики апартеида и объявила об установлении торгового эмбарго с этой страной. Индия оказывала поддержку Африканскому национальному конгрессу и позволила открыть штаб-квартиру этой организации в Нью-Дели в 1960 году. В 1994 году крах апартеида открыл путь для установления и развития дипломатических отношений между двумя странами. В настоящее время между странами установились тёплые и дружественные отношения, регулярно осуществляются визиты на высоком уровне.
Южноафриканский политик Нельсон Мандела был удостоен премии мира Ганди и премии Бхарат ратна от правительства Индии. Страны также способствовали развитию спортивных связей: сборная Индии по крикету и сборная ЮАР по крикету часто играют друг против друга в турнирах по крикету.

## Торговля
Объём товарооборота между странами вырос с 3 миллионов долларов США в 1992—1993 годах до 4 миллиардов долларов США в 2005—2006 годах, и правительства поставили цель увеличить объём торговли до 12 миллиардов долларов США к 2010 году. Золотые слитки составляют одну треть импорта Индии из ЮАР, в то время как Индия занимается шлифовкой и переработкой алмазов на рудниках ЮАР. ЮАР выступила за подписание соглашения о свободной торговле с Индией и Южноафриканского таможенного союза, который включает Ботсвану, Лесото, Намибию и Эсватини, а также ЮАР.
С 2007 по 2012 год товарооборот между странами увеличился на 135 %, индийские компании инвестировали в экономику ЮАР свыше 328 миллионов долларов США.

## Военные связи
Индия и ЮАР также наладили военное сотрудничество, торговлю оружием, совместные учения и программы подготовки войск. Некоторые аналитики утверждали, что хотя между Индией и ЮАР есть некоторое стратегическое сотрудничество, это не всегда выражается в общих целях.

## IBSA
6 июня 2003 года Индия и ЮАР подписали соглашение с Бразилией, известное как Бразилианская декларация, об установлении сотрудничества «Юг-Юг», исходя из того, что три страны являются региональными державами в Южной Азии, Южной Африке и Южной Америке. В Бразилианской декларации указано стремление к налаживанию широкого трёхстороннего сотрудничества в стратегических, торговых и культурных вопросах, разработке трёхстороннего соглашения о свободной торговле и единому фронту переговоров с западными странами во Всемирной торговой организации (ВТО), призывая к реформе Совета Безопасности ООН и поддерживая заявки друг друга на постоянное членство с правом вето. В 2008 году три страны провели совместные военно-морские учения. Форум диалога IBSA был основан для содействия сотрудничеству и достижению консенсуса по вопросам торговли, борьбы с бедностью, прав интеллектуальной собственности, социального развития, сельского хозяйства, изменения климата, культуры, обороны, образования, энергетики, здравоохранения, информационного общества, науки и технологий, мирной ядерной энергетики, туризма и транспорта. В 2010 году четвёртый саммит прошёл в Бразилиа, где три страны обязались увеличить объём трёхсторонней торговли до 15 миллиардов долларов США к 2010 году.